# Santa Margarida do Sul
Santa Margarida do Sul – miasto i gmina w Brazylii, w stanie Rio Grande do Sul. Znajduje się w mezoregionie Sudeste Rio-Grandense i mikroregionie Campanha Central.